# Протестантские деноминации
Список протестантских течений и принадлежащих к ним деноминаций. Течения даны по времени возникновения, деноминации перечислены в алфавитном порядке.

## Протопротестантизм[англ.]
Дореформационные антикатолические движения, предвосхитившие идеи эпохи Реформации.
- Братья и сёстры свободного духа (историческая)
- Вальденсы
- Гуситы
  - Чешские братья
    - Моравская церковь
- Лолларды (историческая)
- Стригольники (историческая)

## XVI век

### Лютеранство
- Висконсинский евангелический лютеранский синод
- Евангелическая лютеранская церковь в Америке
- Евангелическая Лютеранская Церковь в Намибии
- Евангелическая Лютеранская Церковь Иордании и Святой Земли
- Евангелическая лютеранская церковь Литвы
- Евангелическая Лютеранская Церковь — Синод Франции и Бельгии
- Евангелическая лютеранская церковь «Согласие»
- Евангелическая Церковь Аугсбургского и Гельветского Исповедания Австрии
- Евангелическая Церковь Аугсбургского Исповедания Румынии
- Евангелическая церковь Германии
- Евангелическая церковь чешских братьев
- Евангелическо-Лютеранская церковь Аугсбургского исповедания России
- Евангелическо-лютеранская церковь Баварии
- Евангелическо-лютеранская церковь в Республике Беларусь
- Евангелическо-Лютеранская Церковь Италии
- Евангелическо-лютеранская церковь Латвии
- Евангелическо-Лютеранская Церковь Румынии
- Евангелическо-лютеранская церковь Финляндии
- Карельская евангелическо-лютеранская церковь
- Лютеранская Церковь Австралии
- Лютеранская церковь — Миссурийский синод
- Независимая евангелическая лютеранская церковь
- Северная Евангелическо-Лютеранская Церковь
- Сибирская Евангелическо-Лютеранская Церковь
- Силезская евангелическая церковь аугсбургского исповедания
- Союз Евангелическо-лютеранских церквей (ЕЛКРАС)
  - Евангелическо-лютеранская церковь Европейской части России
  - Евангелическо-лютеранская Церковь Урала, Сибири и Дальнего Востока
  - Немецкая евангелическо-лютеранская церковь Украины
- Украинская лютеранская церковь
- Церковь Датского Народа
- Церковь Исландии
- Церковь Норвегии
- Церковь Швеции
- Эстонская евангелическо-лютеранская церковь
- Эфиопская Евангелическая Церковь Мекане Йесус
- Евангелическо-лютеранская церковь Ингрии

Движения внутри лютеранства
- Вюстизм
- Гнесиолютеране
- Исповедническая церковь
- Лестадианство
- Общество Густава-Адольфа
- Пиетизм
- Старолютеране
- Церковная коалиция Библии и исповедания

### Кальвинизм
В данную категорию входят церкви придерживающиеся кальвинистского вероучения и/или принимающие Гельветское, Вестминстерское исповедания и решения Дордрехтского синода (кроме групп, которые принимают эти исповедания, но относят себя к другим течениям). Большая часть кальвинистов объединена во Всемирное сообщество реформатских церквей — третье по численности после Католической и Православной церкви.
Конгрегационалисты
- Конгрегационалистская федерация[англ.]
- Метропольная общинная церковь

Заметка: Конгрегационалисты, не идущие на объединение с другими кальвинистскими церквями, образовали Международное конгрегационалистское братство.
Пресвитерианские церкви
- Евангелическая пресвитерианская церковь Англии и Уэльса
- Евангельская пресвитерианская церковь Украины
- Объединённая церковь Канады
- Пресвитерианская церковь в Америке
- Пресвитерианская церковь в Ирландии
- Пресвитерианская церковь (США)
- Церковь Шотландии

Реформатство
- Венгерская реформатская церковь
- Голландская реформатская церковь (c 2004 — Протестантская церковь Нидерландов)
  - Голландская реформатская церковь Южной Африки
- Гугеноты (историческая)
- Евангелическо-реформатская церковь России
- Объединённая реформатская церковь
- Объединённая Церковь Христа
- Реформированная Фундаменталистская Церковь

Заметка: Важно учитывать, что разделение на Реформатские и Пресвитерианские церкви является условным.
Движения внутри кальвинизма
- Индепенденты
- Пуритане

### Анабаптизм

#### Меннониты
- Альянс меннонитских евангельских конгрегаций
- Баратия генеральная конференция меннонитских церквей
- Баратия Джукта Христа Прахар Мандали (Объединённая миссионерская церковь Индии)
- Баратия Христия Мандали (Церковное общество братьев во Христе)
- Бихар Меннонит Мандали
- Братство евангельских библейских церквей
- Братство евангельских церквей
- Гюпферство
- Евангелическая меннонитская конференция
- Евангелическая меннонитская миссионерская конференция
- Канадская конференция меннонитских братских церквей
- Консервативная меннонитская конференция
- Конференция меннонитских братских церквей Индии
- Меннонитская церковь Канады
- Меннонитская церковь США[англ.]
- Меннониты старого порядка[англ.]
  - Меннонитская конференция Центральных Равнин
- Речные братья
  - Объединённая церковь Сиона
  - Речные братья старого порядка (йоркеры)
  - Товарищество братьев во Христе
  - Церковь братьев во Христе
  - Церковь братьев во Христе в Ориссе
- Хортицкая меннонитская конференция
- Церковь библейского братства
- Церковь Бога во Христе меннонитская
- Японская меннонитская братская конференция

#### Швенкфельдиане
- Церковь швенкфельдиан

### Англиканство
Полный список церквей, составляющих англиканскую церковь, см. в статье Англиканское Сообщество.
- Церковь Англии
- Церковь Ирландии
- Шотландская епископальная церковь
- Епископальная церковь США
- Англиканская церковь Канады
- Англиканская церковь в Японии
- Англиканская церковь Нигерии
- Лузитанская Церковь
- Церковь Уганды

### Унитарианство
- Генеральная ассамблея унитарианских и свободных христианских церквей[англ.]
- Литовские братья (историческая)
- Социнианство (польские братья) (историческая)
- Унитарианская церковь Трансильвании (историческая)

## XVII век

### Баптизм
Общие (арминианские) баптисты
- Евангельские христиане-баптисты
  - Евро-Азиатская федерация союзов евангельских христиан-баптистов
    - Всеукраинский союз церквей евангельских христиан-баптистов
    - Российский союз евангельских христиан-баптистов
    - Союз евангельских христиан-баптистов Азербайджана
    - Союз евангельских христиан-баптистов Белоруссии
    - Союз евангельских христиан-баптистов Казахстана
    - Союз церквей евангельских христиан-баптистов Армении

  - Братство независимых баптистских церквей и служителей Украины[англ.]
  - Международный союз церквей евангельских христиан-баптистов
  - Российская ассоциация независимых церквей евангельских христиан баптистов
  - Союз евангелических христианских и баптистских церквей Эстонии
- Национальная ассоциация баптистов свободной воли[англ.]
- Национальная баптистская конвенция

Частные (кальвинистические) баптисты
- Ассоциация реформатских баптистских церквей Америки[англ.]
- Баптисты седьмого дня
- Союз евангелических свободных церквей (баптистов) в Германии[англ.]
- Южная баптистская конвенция
  - Генеральная конвенция баптистов Техаса

Заметка: Большинство баптистских союзов и групп, вне зависимости от их богословского направления (арминианство или кальвинизм), входят во Всемирный баптистский альянс — Список деноминаций входящих в ВБА, также и в одном союзе могут быть представители обоих течений.

### Квакеры(друзья)
- Всемирный консультативный комитет Друзей

## XVIII век

### Братья (данкеры)
- Братская церковь[англ.]
- Братство Харизмы[англ.]
- Братья-данкеры[англ.]
- Немецкая церковь баптистов седьмого дня[англ.]
- Старонемецкие братья-баптисты[англ.]
- Церковь братьев[англ.]

Заметка: Движение братьев (данкеров) происходит из радикального пиетизма, однако в силу схожести с меннонитами часто включается в анабаптизм.

### Методизм
- Африканская методистская епископальная церковь[англ.]
- Корейская методистская церковь[англ.]
- Методистская церковь Южной Африки[англ.]
- Объединённая методистская церковь
  - Объединённая методистская церковь в России

#### Движение святости
- Армия спасения
- Христианский и миссионерский альянс[англ.]
- Церковь Бога (Андерсон, Индиана)[англ.]
- Церковь Назарянина

## XIX век

### Реставрационизм
- Christian Connexion[англ.]
- Ученики Христа
- Христадельфиане
- Христианские церкви и церкви Христа[англ.]
- Церкви Христа[англ.]

### Ирвингиане
- Католическая апостольская церковь
- Новоапостольская церковь
- Староапостольская церковь[англ.]

### Плимутские братья(дарбисты)
- Плимутские братья (замкнутые)[англ.]
- Плимутские братья (открытые)[англ.]
  - Евангельские христиане (прохановцы)
    - Союз церквей евангельских христиан

Заметка: Прохановцы впоследствии сблизились с баптистами, во многом восприняв их богословие.

### Адвентизм
- Адвентисты седьмого дня
  - Адвентистская церковь обетования[англ.]
  - Адвентисты седьмого дня реформационного движения
  - Давидяне адвентисты седьмого дня[англ.]
  - Международное миссионерское общество АСД реформационного движения[англ.]
  - Церковь адвентистов седьмого дня
  - Церковь верных и свободных адвентистов седьмого дня[англ.]
- Церкви Бога (седьмого дня)[англ.]
- Церковь адвентистов субботнего покоя[англ.]
- Церковь Пришествия[англ.]

### Исследователи Библии
- Ассоциация исследователей Библии «Рассвет»
- Ассоциация международных исследователей Библии
- Группа «Друзья человека»
- Независимые исследователи Библии
- Объединение свободных христиан
- Объединение «Христианская ответственность»
- Объединённые исследователи Библии
- Пастырский библейский институт
- Светское миссионерское движение «Епифания»
- Свободные исследователи Библии
- Союз свободных христианских общин

### Англо-израелизм[англ.]
- Британо-израэльская всемирная федерация[англ.]
- Всемирная церковь Бога[англ.]

## XX век

### Пятидесятники
- Апостольская церковь[англ.]
  - Апостольская церковь в Великобритании
  - Апостольская церковь Нигерии
  - Церковь Пятидесятницы (Гана)
- Апостольская церковь Христа
- Ассамблеи Бога
  - Российская ассамблея Бога
  - Российская церковь христиан веры евангельской
  - Церковь Полного Евангелия Ёыйдо
  - Церковь христиан веры евангельской Украины
- Ассоциация пятидесятнических церквей Руанды
- Евангелическая пятидесятническая миссия Анголы
- Евангелическая пятидесятническая церковь «Бразилия за Христа»
- Евангелическая пятидесятническая церковь Чили
- Зимбабвийские Ассамблеи Бога в Африке
- Индийская пятидесятническая церковь Бога
- Искупленная христианская церковь Божья
- Китайское евангельское братство
- Международная евангельская церковь «Воины креста Христова»
- Международная миссия апостольской веры
  - Миссия апостольской веры в Южной Африке
- Международная пятидесятническая церковь святости
- Международная церковь четырёхстороннего Евангелия
- Назаретская баптистская церковь
- Объединенная Церковь Христиан Веры Евангельской
- Пятидесятническая церковь «Бог есть Любовь»
- Пятидесятническая церковь Бога
- Пятидесятническая церковь «Елим»
- Сообщество пятидесятнических церквей Бурунди
- Союз свободных церквей христиан евангельской веры Украины
- Субботствующие пятидесятники
- Церкви «Открытой Библии»
- Христианская церковь «Маранафа»
- Христианские конгрегации Бразилии
- Церковь Бога (Кливленд, Теннесси)
  - Вефильская церковь Индонезии
- Церковь Бога во Христе
- Церковь Бога пророчеств
- Церковь Бога со знамениями[англ.]
- Церковь «Китай за Христа»
- Церковь открытого библейского стандарта

#### Пятидесятники-единственники
- Апостольская церковь, международная
- Апостольская церковь Эфиопии
- Церковь истинного Иисуса
- Объединенная пятидесятническая церковь, международная
- Пятидесятнические ассамблеи мира
- Церковь евангельских христиан в духе апостолов

#### Харизматы
- Все народы
- Вселенская церковь «Царство Божие»
- Посольство Божье
  - Украинская реформаторская православная церковь
- Российский объединённый союз христиан веры евангельской
- Слово жизни
- Церковь веры
- Хиллсонг
- Церковь возрождения во Христе
- Церковь «Иисус — Господь»
- Часовня на Голгофе

Заметка: Многие пятидесятнические церкви входят во Всемирное пятидесятническое братство.

## Объединённые протестантские церкви
В данную категорию входят церкви, объединяющие две и более конфессий.
- Евангелическая церковь Германии
- Корейская христианская федерация
- Протестантская церковь Нидерландов
- Церковь Бангладеш
- Церковь Пакистана
- Церковь Северной Индии
- Церковь Южной Индии
- Всероссийское содружество евангельских христиан